# Landstraße (Wiedeń)
Landstraße ([ˈlantˌʃtʀaːsə]ⓘ) – trzecia dzielnica Wiednia. 
Dzielnica powstała w 1850 roku poprzez włączenie do miasta gmin znajdujących się na jego przedmieściach. Graniczy od południowego wschodu z pierwszą dzielnicą Wiednia-Innere Stadt. Na jej terenie znajduje się wiedeński Belweder, Hundertwasserhaus,arsenał oraz wiele ambasad.